# Giorgi Dżgerenaia
Giorgi Dżgerenaia, gruz. გიორგი ჯგერენაია (ur. 28 grudnia 1993) – gruziński piłkarz, grający na pozycji obrońcy.

## Kariera piłkarska

### Kariera klubowa
W 2011 rozpoczął karierę piłkarską w FC Gagra. W końcu grudnia 2012 roku został wypożyczony do końca sezonu do ukraińskiego Illicziwca Mariupol. 

### Kariera reprezentacyjna
Bronił barw juniorskiej i młodzieżowej reprezentacji Gruzji.

## Sukcesy i odznaczenia

### Sukcesy klubowe
- finalista Superpucharu Gruzji: 2011